# Zelenivșciîna, Romnî
Zelenivșciîna (în ucraineană Зеленівщина) este un sat în comuna Korji din raionul Romnî, regiunea Sumî, Ucraina.

## Demografie
Componența lingvistică a localității Zelenivșciîna
     Ucraineană (98%)
     Rusă (2%)
Conform recensământului din 2001, majoritatea populației localității Zelenivșciîna era vorbitoare de ucraineană (98%), existând în minoritate și vorbitori de rusă (2%).